# Великотирновська область
Великотирновська область (болг. Област Велико Търново) — область в Північно-центральному регіоні Болгарії. Адміністративний центр — Велико-Тирново. Межує з Румунією.
| Болгарія | Це незавершена стаття з географії Болгарії. Ви можете допомогти проєкту, виправивши або дописавши її. |